# Carnus hemapterus
Carnus hemapterus  (лат.) — вид двукрылых насекомых рода Carnus семейства Carnidae небольшого размера преимущественно чёрного цвета.
Представители рода Carnus являются кровососущими эктопаразитами птенцов птиц. В рамках этого рода, Carnus hemapterus — это единственный вид, широко распространенный в Европе и северных и умеренных областях Азии и Америки. Длина тела самок составляет около 1,5 мм, самцы меньше. Обычно обитает в гнездах средних и больших здоровых птиц, при условии, что гнезда не на земле. Особенно часто встречается на птенцах совообразных (Strigiformes), соколов (Falco), сизоворонковых (Coraciidae), щурковых (Meropidae) и скворцовых (Sturnidae).